# Huang Sijing
Huang Sijing (xinès tradicional: 黃思靜, xinès simplificat: 黄思静; Meizhou, Guangdong, 8 de gener de 1996) és una jugadora de bàsquet xinesa. Va representar la Xina a la competició de bàsquet als Jocs Olímpics d'estiu de 2016.
Juga a l'equip de Mongòlia Interior a la WCBA, guanyant el títol tres vegades i l'MVP de la final el 2021, i arribant a la final de nou el 2023.